# 唐橋在煕
もしかして
- 唐橋在熙

ではありませんか？